# Cristo crocifisso con i simboli della passione
Cristo crocifisso con i simboli della passione è un dipinto a olio su tavola di Lorenzo Lotto, datato 15435-1540 circa e conservato a Firenze nella villa I Tatti, facente parte della collezione di Bernard Berenson. Il dipinto proviene dalla collezione Borromeo di Milano.

## Storia
La piccola tavola fu realizzata dall'artista durante il suo periodo veneziano, di ritorno dalle Marche, ma città che non ebbe mai considerato, e probabilmente realizzata e donata a colui che era allora un suo grande amico, persona che lo aveva aiutato molte volte: Giovanni del Coro l'architetto anconitano et inzegniero habitabte in Venetia. Il personaggio risulta, infatti, più volte citato nel Libro di spese che l'artista veneziano teneva puntigliosamente aggiornato, e probabilmente genitore di Giannetto da Ancona. Giovanni risulta indicato molte volte nel registro per i piccoli prestiti che faceva al pittore e anche per la sua presenza nelle complesse transazioni. Risulta che fosse proprio lui che aiutò Lotto a trovare alloggio durante il suo periodo trevisano nel 1542 presso Giovanni del Savon, indicandolo come homo poco aventurato, nonché ad avvicinarlo al gioielliere Bartolomeo Carpan di cui l'artista fece il triplice ritratto. Sarà lo stesso Giovanni ad aiutarlo nel difficile momento dell'artista che nel 1550, anziano, si trovò in gravi difficoltà economiche dovendo alienare, sia alcuni dipinti, che gioielli, e anche i cartoni dei disegni preparatori delle tarsie di Bergamo, allestendo una lotteria e mettendoli all'incanto che pare non diede il ricavato desiderato, ma di cui l'amico aveva acquistato almeno venti biglietti.
 

Il retro del dipinto conserva la scritta che ne conferma la donazione

## Descrizione e stile
La piccola tavola raffigura Cristo crocifisso sulla croce attorniato da tutti i simboli del suo martirio. La raffigurazione ricorda figure sorpassate come indica il Berenson: stenografia pittorica, come in tante pitture trecentesche o del primo Quattrocento, malgrado il soggetto iconografico aveva in quel secolo molta fortuna essendo stati eseguiti sia dal Tiziano e da Iacopo da Bassano. 
La tavola raffigura i diversi simboli che sono di tradizione nordica tra i quali: il bacio di Giuda, il gallo, la colonna della flagellazione con il flagello, la borsa dei trenta denari, e l'orecchio tagliato da san Pietro, i chiodi e il martello, le tenaglie, la lancia, e la spugna intrisa d'aceto, la tunica che venne divisa tra i soldati. Una specie di catalogo coinvolgente, e come lo indicato da Giorgio Mascherpa beneficio di Cristo  e del suo inenarrabile prezzo di sofferenze. La tavola, per la sua raffigurazione e datazione, sarà uno di quei lavori del veneziano che metteranno in dubbio la sua ortodossia, trovandosi negli anni '40 del Cinquecento, molto vicino a quei personaggi come il Carpan che furono poi oggetto di denunce e processi per eresia.
Il dipinto fu realizzato per l'amico a uso devozionale privata, potrebbe portare alla considerazione che voleva essere uno sprone e un suggerimento alla meditazione che l'architetto doveva cogliere.